# Bernhard Marr

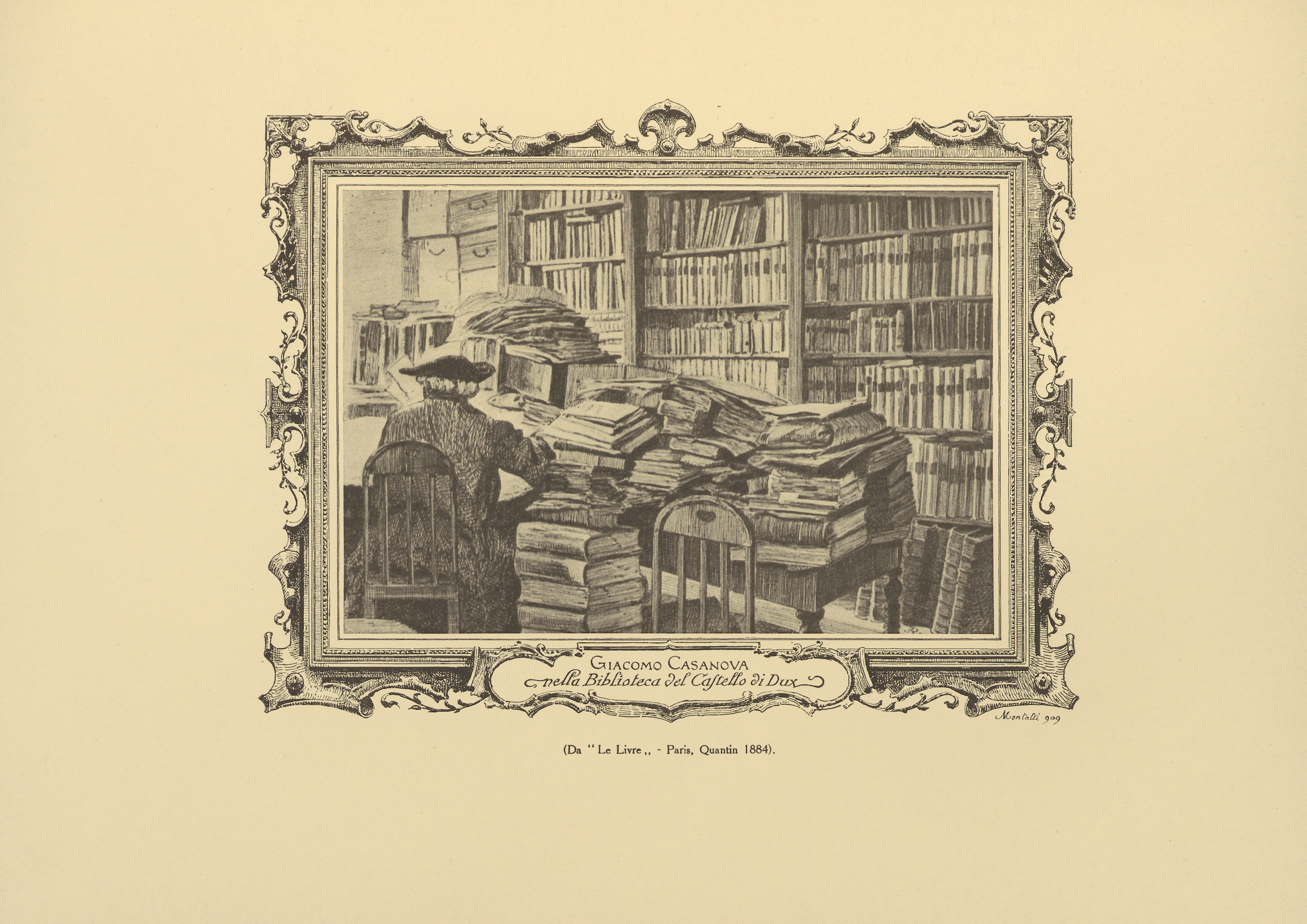
Darstellung Casanovas in der Bibliothek von Dux, 1911

Bernhard Marr, mit vollem Namen Adolf Bernhard (* 19. April 1856 in Groß-Šurany, damals Ungarn; † 4. März 1940 in Dux), war Besitzer einer Gießerei im heutigen Duchcov, daher erschien auf seinem Grabstein das Wort „Fabrikant“. Zugleich war er einer der besten Kenner des umfangreichen Nachlasses Giacomo Casanovas, was die Stadt Duchcov 2006 mit einer Ehrenplakette für den Casanovisten von europäischem Rang anerkannte. Er „darf das Verdienst in Anspruch nehmen, in unermüdlicher Lebensarbeit für uns die Gestalt Casanovas zugänglich und verständlich gemacht zu haben.“

## Leben und Werk

### Familie, beim Großvater in Prag, Umzug im Jahr 1866 nach Dux
Adolf Bernhard Marr war das älteste Kind von Pauline Roth (1828–1908) und Johann Bernhard Marr (1823–1905). Er besuchte die Volksschule in Pressburg und lebte dann beim Großvater in Prag. Dort lernte er, dessen Muttersprache Deutsch war, auch Tschechisch und er wurde Zeuge des Einzuges der preußischen Armee.
In diesem Jahr 1866 siedelte sein Vater nach Dux über, wo er eine Metallgießerei betrieb. Nun wechselte Bernhard an die Schule in Teplitz. Der Besuch der Ober-Realschule in Prag dauerte seinem Vater zu lange, so dass er seinen Sohn nach Dux zurückholte. Nachdem Bernhards jüngerer Bruder Gotthard Wilhelm (* 1868) bereits früh, nämlich im Jahr 1888 gestorben war, übernahm Bernhard die väterliche Gießerei im Jahr 1894.
Am 7. Januar 1882 heiratete er Franziska (4. Februar 1865 – 10. Mai 1933). Das Paar hatte drei Kinder, nämlich Anna Pauline Franziska, die 1884 im Alter von nur vier Monaten starb, dann Marianne (10. September 1885 – 6. März 1920), die Karl Schneider heiratete, der später Direktor der Gießerei wurde, sowie einen Sohn, der ebenfalls Bernhard hieß, über den jedoch sehr wenig bekannt ist. Er lebte 1933 in Dux und war Ingenieur. Die Gießerei prosperierte bis zur Weltwirtschaftskrise.

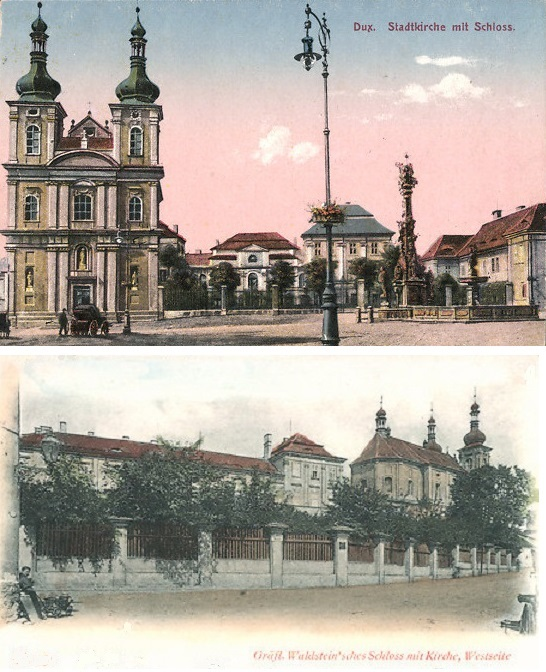
Dux mit Kirche und Schloss um 1900

### Beschäftigung mit Casanovas (brieflichem) Nachlass (ab 1874), Casanovistik
Im Alter von 18 Jahren begann Marr, sich mit dem vor allem brieflichen Nachlass Giacomo Casanovas zu befassen. Mit 25 arbeitete er im Casanova-Archiv. 1885, anlässlich des 100. Jahrestages der Übersiedlung Casanovas nach Dux, veröffentlichte Marr einen ersten Artikel über den Mann, der dort seine Histoire de ma vie verfasst hatte, und die dortigen Dokumente. Der Titel lautete Jakob Casanova, eine Studie, und er erschien im örtlichen Duxer Wochenblatt vom 25. Juli 1885.
Die Arbeit an dem Riesenwerk Casanovas war Marr Anlass, neben Deutsch und Tschechisch, das er seit der Jugend beherrschte, auch noch Französisch, Italienisch, Englisch, Spanisch, dann Ungarisch, Russisch, aber auch Latein, Griechisch, Aramäisch und Hebräisch zu lernen. Letztere Sprache lehrte ihn Lazar Steinfeld, ein jüdischer Freund. Dass seine Kenntnisse im Hebräischen sehr tief gingen, belegt seine Arbeit Altjüdische Sprache, Metrik und Lunartheosophie. Neben der Aneignung einer Reihe von Sprachen befasste er sich mit Linguistik und Phonetik. Zugleich konzentrierte er sich auf seine beachtlichen technischen Gaben. So erfand er in den 1880er Jahren unter anderem einen neuen Pumpentyp. Zu dieser Zeit befasste er sich aber auch mit dem Mond und seiner kulturellen Einbettung. Doch seine Publikationen wurden kaum zur Kenntnis genommen.
Vielleicht die Enttäuschung darüber führte dazu, dass er seine Werke über Casanova nie veröffentlichte, sieht man von einigen Aufsätzen ab. Doch weiterhin befasste er sich überaus intensiv mit den Archivalien – wie er selbst äußerte, manchmal zu sehr. Er wollte einen Gesamtkatalog anlegen und so viele Werke wie nur möglich transkribieren. Dabei entdeckte er eine Version des Don Giovanni nach der Hand Casanovas und damit gelang ihm der Nachweis, dass er und Da Ponte sich kannten und zusammenarbeiteten.
Da er über Jahrzehnte immer wieder nach dem Grab Casanovas suchte, ohne es je zu finden, erlaubten sich Kollegen einen Scherz, indem sie einen gefälschten Grabstein mit der Aufschrift „Cassanova“ auf dem Friedhof so versteckten, dass Marr ihn finden musste. Dieser glaubte, obwohl nicht nur der Name, sondern auch das Sterbejahr falsch, nämlich 1799 statt 1798 eingemeißelt worden waren, fest daran, dass es sich um den gesuchten Grabstein handelte. Doch konnte schließlich der im März 2022 verstorbene Marco Leeflang 1977 nachweisen, dass es sich um eine Fälschung handelte.
Der Katalog der Dokumente Casanovas, der schließlich einen Umfang von 864 Seiten annahm, wurde am 9. November 1913 fertiggestellt. 1915 kam ein Ergänzungsband hinzu. Dieses Werk stellt bis heute eine wesentliche Grundlage der Forschung dar. Nachdem Marr außerdem bereits 3170 Seiten aus dem besagten Nachlass transkribiert hatte, beschloss Graf Adolf Waldstein, der Erbe des Schlosses, die Dokumente nach Prag zu transferieren. Bei all dem war Marr überaus privilegiert, denn er durfte 23 Jahre lang jederzeit an den Manuskripten arbeiten. Damit wurde er zum wichtigsten Berater bei der Aufarbeitung der Biographie und des Lebenswerkes Casanovas. Männer wie Gustav Gugitz hingegen erhielten überhaupt keinen Zugang zu den Papieren. Aldo Ravà durfte 1910 immerhin einen ganzen Monat lang bleiben.
Dabei entspann sich eine höchst umfangreiche Korrespondenz mit zahlreichen Casanovisten, die wiederum tiefe Einblicke in die Forschungsbemühungen und deren kulturelle und persönliche Umgebung gestatten. So sind allein 550 Briefe von Casanovisten an Marr erhalten, die Marco Leeflang und Helmut Bertram im Jahr 2010 veröffentlichten. Die „Umschläge“ mit Archivalien, die Marr geordnet hatte, und die sich heute im Staatsarchiv Prag befinden, wurden von ihm mit „U“ gekennzeichnet. Dieses „U“ wurde inzwischen gegen „Marr“ ausgetauscht, so dass sich dort eine Sammlung Marr findet.
Zahlreiche Korrekturen, Belege und Auflösungen von Fehldeutungen gehen auf Marr zurück.
Umberto Eco, dem der Name Bernhard Marr als einer der bedeutendsten Forscher an der Lebensgeschichte des Giacomo Casanova nach dem zeitlichen Ende seiner Memoiren, also zwischen 1774 und seinem Tod im Jahr 1798, bekannt war, diente dessen Vorname, wenn auch verunklärt durch einen Übertragungsfehler, als Vorlage für seine Figur, den Bibliothekarsgehilfen Berengar im Namen der Rose.
Der bedeutendste Teil der Casanova-Sammlungen im Museum von Duchcov ist die Marr’sche Sammlung, zu der Kopien des Nachlasses Casanovas, eine entsprechende Bibliothek mit dem Schwerpunkt Casanova und die umfangreiche Korrespondenz Marrs mit europäischen Casanovisten zählt. Eine Reihe von Briefen des ‚Patriarchen‘ („patriarchy“) der Casanova-Studien, Marco Leeflang, dokumentiert seine diesbezüglichen Forschungen.

## Veröffentlichungen
- Jakob Casanova, eine Studie, in: Duxer Zeitung, 25. Juli 1885.
- Die Symbolik der Lunation. Von der Entstehungsursache des Sprach- und Sagenschatzes der Gesammtmenschheit, Buchdruckerei C. Weigend, 1905.
- Altjüdische Sprache, Metrik und Lunartheosophie, 2 Bde., Dux 1907 und 1909.